# Platanurida marplesi
Platanurida marplesi är en urinsektsart som först beskrevs av John Tenison Salmon 1941.  Platanurida marplesi ingår i släktet Platanurida och familjen Neanuridae. Inga underarter finns listade i Catalogue of Life.